# Kanton Saint-Pardoux-la-Rivière
Saint-Pardoux-la-Rivière is een voormalig kanton van het Franse departement Dordogne. Het kanton maakte deel uit van het arrondissement Nontron. Het werd opgeheven bij decreet van 21 februari 2014, met uitwerking op 22 maart 2015.

## Gemeenten
Het kanton Saint-Pardoux-la-Rivière omvatte de volgende gemeenten:
- Champs-Romain
- Firbeix
- Mialet
- Milhac-de-Nontron
- Saint-Front-la-Rivière
- Saint-Pardoux-la-Rivière (hoofdplaats)
- Saint-Saud-Lacoussière